# Tre digte av Christian Winther
Tre digte af Christian Winther for een syngestemme med pianoforte is een compositie van Niels Gade. De drie liederen voor zangstem en piano zijn toonzettingen van gedichten van Christian Winther.
De drie gedichten zijn:
1. Serenade ved Strandbredden (Deens voor Serenade aan de zeekust) in andantino grazioso
2. Rosen in Andante con moto
3. En situation in allegretto quasi andantino

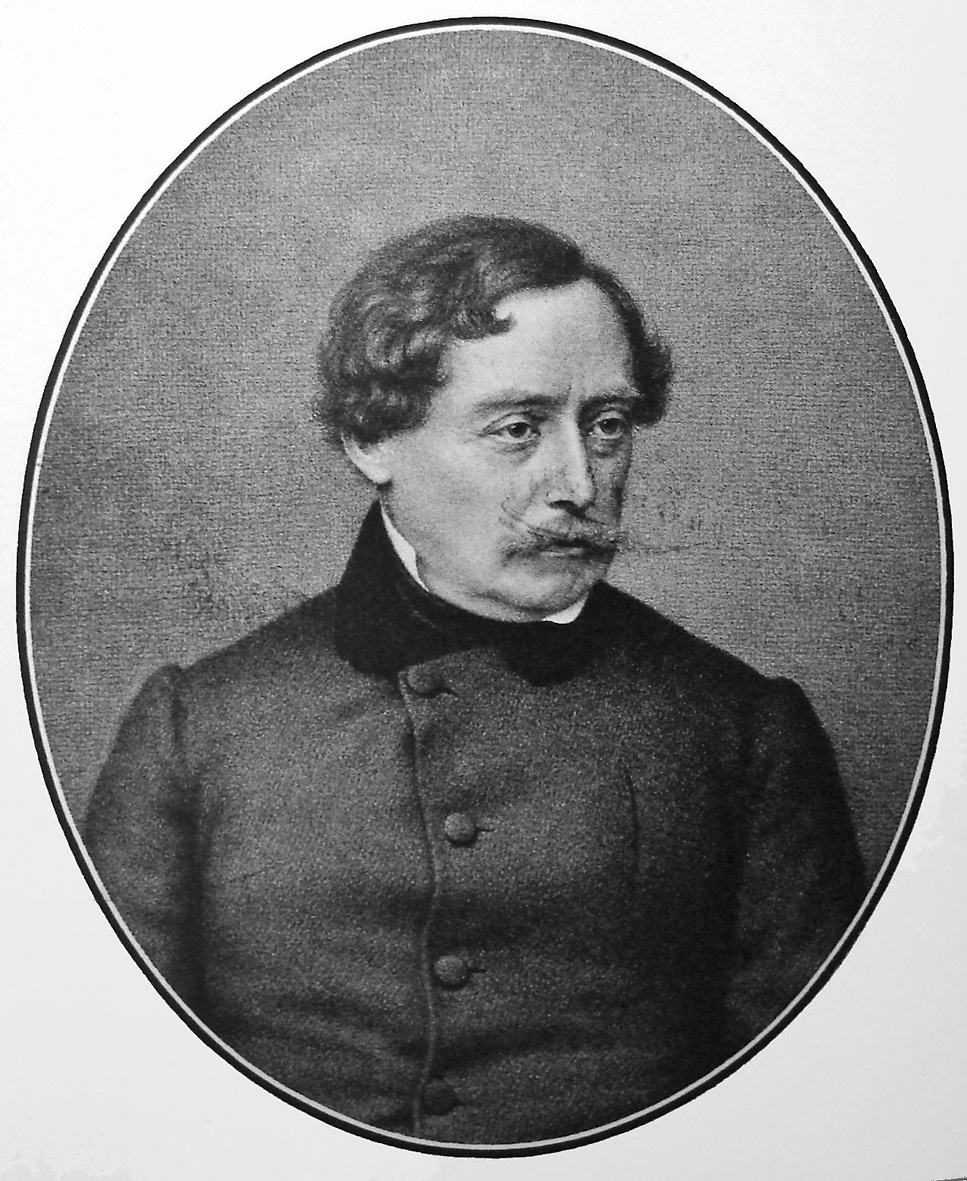
Christian Winther